# Дяченко Сергій Анатолійович
Сергій Анатолійович Дяченко (нар. 22 листопада 1984) — український футболіст, півзахисник.

## Життєпис
У ДЮФЛУ виступав за ДЮСШ ім. І.Горпінка. У 2000 році перейшов у полтавську «Ворсклу», але в основному виступав за «Ворсклу-2» й дубль першої команди. За другу команду провів 87 матчів і забив 5 м'ячів, за дубль — 86 матчі і забив 18 м'ячів у молодіжній першості. Також провів 3 матчі за основу «Ворскли», дебютував 18 червня 2003 року в матчі проти маріупольського «Іллічівця» (1:1). Пізніше грав за клуби «Сталь» (Дніпродзержинськ) та «Зірка» (Кіровоград). Влітку 2009 року перейшов у ФК «Миколаїв», дебютував 29 липня 2009 року в матчі проти хмельницького «Динамо» (0:0). Цей матч виявився єдиним для Сергія в футболці «корабелів». У 2010 році захищав кольори «Буковини» та «Фенікс-Іллічовця». З 2011 по 2012 рік виступав у комсомольському «Гірнику-спорті». У 2013 році захищав кольори ялтинської «Жемчужини».